# Cigaritis menelas
Cigaritis menelas is een vlinder uit de familie van de Lycaenidae. De wetenschappelijke naam van de soort is voor het eerst gepubliceerd in 1907 door Hamilton Herbert Druce.
Deze zeldzame soort komt voor in de bossen van Ivoorkust, Ghana, Benin, Nigeria, Kameroen en Congo-Kinshasa.